# キャットミュージックカレッジ専門学校
キャットミュージックカレッジ専門学校（キャットミュージックカレッジせんもんがっこう、英称：Cat Music College）は、ボーカル、ギター、ベースやドラム、音響、照明、ギタークラフト、ダンスなどのプロを育成する大阪府吹田市江坂にある音楽専門学校である。通称「CAT」。

## 概要
CATグループの学校法人大阪創都学園が運営する。1988年認可。文科省の「職業実践専門課程」認定校。
プロミュージシャン、コンサートスタッフ、エンジニア、アーティストマネージャー、映像クリエイターを多く輩出している。
高等学校卒業以上を入学資格とする専門課程の他、中学校卒業を入学資格とする高等課程（高等部）も併設されている。高等部は通信制高等学校との併修により、高校卒業資格の取得も可能である。
大阪市中央区のアメリカ村にあるライブハウス「BIGCAT」は関連施設である。
過去にはアクターズスクール「リトルキャット」を併設していた。
また、グループ校である大阪アニメーションカレッジ専門学校と校舎を共有しており、校内ライブ等の司会を大阪アニメーションカレッジ専門学校生に依頼したり、また逆に大阪アニメーションカレッジ専門学校の舞台発表などのイベントの際には、キャットミュージックカレッジ専門学校生が音響・照明などを担当することもある。

## 沿革
- 1979年（昭和54年） - ミュージックスクールキャット設立。
- 1986年（昭和61年） - 全日制スタート。
- 1988年（昭和63年） - 学校法人認可にともない、学校法人 キャットミュージックカレッジ専門学校と改称。
- 1995年（平成7年） - 江坂校舎完成／移転。
- 2000年（平成12年） - 高等部・リトルキャット開設。
- 2002年（平成14年） - 4号館・学生会館完成。
- 2014年（平成26年） - 文部科学大臣告示により職業実践専門課程認定（専門課程 全学科）。

## 所在地
〒564-0062　大阪府吹田市垂水町3-29-18

## 設置学科
- 総合学科
  - 総合音楽コース
  - 総合スタッフコース
- ミュージシャン学科
  - ボーカルコース
  - プロミュージシャンコース
  - ミュージッククリエイターコース
- 音楽技術学科
  - 音響エンジニアコース
  - 照明スタッフコース
  - 音楽ビジネスコース
  - ギタークラフト&リペアコース
- ダンス学科
  - プロダンサーコース
- 高等部（高等課程）

## 主な出身者
- 山本彩（NMB48）
- 松陰寺太勇（ぺこぱ）
- 山下健二郎（三代目J Soul Brothers）
- 池田貴史（レキシ）
- 吉井香奈恵（9nine）
- 玉置成実
- フジタユウスケ
- 暮部拓哉
- 大楠雄蔵（Sensation）
- 徳永えり
- 杉本有美
- 辻村有記（HaKU）
- ぴっかり高木（吉本興業所属）
- Toshihiro（my-Butterfly）

## 関連する資格
- 舞台機構調整技能士（2・3級）
- 照明技術者技能検定（2級）
- イベント検定指定校認定
- サウンドレコーディング技術認定試験技術認定　認定試験実施校
- MIDI検定試験実施校
- 映像音響処理技術者資格認定試験
- Pro Tools技術認定試験

## CATグループ
CATグループは、キャットミュージックカレッジ専門学校 、東京アニメーションカレッジ専門学校、大阪アニメーションカレッジ専門学校とを合わせた総合的なエンタテインメント教育機関グループとして、次代のアーティスト・声優・ダンサー・アニメーター・スタッフ・マンガ家・エンジニアを育成。関連施設として、大阪・心斎橋にあるライブハウス「BIGCAT」があり、発表会・実習・研修の場として活用されている。